# (30298) Somyakhare
(30298) Somyakhare est un astéroïde de la ceinture principale.

## Description
(30298) Somyakhare est un astéroïde de la ceinture principale. Il fut découvert le 29 avril 2000 à Socorro (Nouveau-Mexique) par le projet LINEAR. Il présente une orbite caractérisée par un demi-grand axe de 2,29 UA, une excentricité de 0,19 et une inclinaison de 7,6° par rapport à l'écliptique.

## Compléments